# Oxira flavibrunnea
Oxira flavibrunnea là một loài bướm đêm trong họ Noctuidae.